# Federazione cestistica delle Antille Olandesi
La Federazione cestistica delle Antille Olandesi è l'ente che controlla e organizza la pallacanestro nel territorio omonimo.
La federazione controlla inoltre la nazionale di pallacanestro delle Antille olandesi. Ha sede a Curaçao e l'attuale presidente è Hesley Heerenveen.
È affiliata alla FIBA dal 1953 e organizza il campionato di pallacanestro delle Antille olandesi.